# MATERal
A MATERal Közép- és Kelet-Európa (jelenleg Magyarország, Románia) kis- és középvállalkozásainak támogatásáért létrehozott, vállalkozásfejlesztésre specializálódott szakemberekből álló, szakmai szervezeteket, szövetségeket tömörítő ügynökség.

## A MATERal brand
A "Mater" (latin "anya") és az "al" előtag összevonásából létrehozott fantáziaszó.
A Mater szó egyaránt reprezentálja magyarországi kis- kés középvállalkozások felé nyújtott elkötelezettséget, gondoskodást és a hangzásában könnyedén asszociálható gazdasági szerepet.
Az arculati kézikönyv szabályai szerint a brand írott formában a következő alakja használható: MATERal.
A MATERal Csoport felkérésére Fórika Endre készítette 2008 szeptemberében.

## Irodák
- KKV Információs Központ: Magyarország, Budapest
- MATERal Innovációs és Koordinációs Központ. Budapest
- Centrul de Informaţii al Întreprinzătorilor Mici şi Mijlocii Pentru Europa Centrală: Románia, Nagyvárad

## Üzleti kultúra
Európai kis és középvállalkozások információs központja pályázatíró, gazdasági, statisztikai és marketingszakemberekkel.
A MATERal csoportosulás azzal a céllal jött létre, hogy mikro- kis és középvállalkozásoknak nyújtson minél átfogóbb szakmai, információs segítséget. Az Európai Unióhoz való csatlakozás nyilvánvalóvá vált, hogy a kis gazdasági társaságok, néhány fős vállalkozások sokszor nem jutnak hozzá a munkájukhoz nélkülözhetetlen hírekhez, törvény- illetve szabályváltozásokhoz. Szakmai szervezetekkel, felelős szervekkel, kamarákkal hozta létre a szakmai szolgáltatását, programját.
Az évek során tevékenységét a határon túlra is kiterjesztette: Romániában is képviseli a kkv szektor érdekeit.
A fő program keretében multimédiás kiadványokkal látja el partnereit a szerkesztőség, amelyeket havonta frissítve kiad hírlevél formájában. Ezek tartalmazzák a legfontosabb változásokat, szakmai aktualitásokat; sajtófigyeléssel, konferencia-figyeléssel kiegészítve. A MATERal munkatársai a legfontosabb szakmai konferenciákon részt vesznek, az elhangzottakat rögzítik, így a partnerek az ő közvetítésükkel kapják kézhez a szakmai anyagot, tudósítást.
A program meghatározó pillére a pályázatfigyelés, pályázatírás. Pályázatíró cégekkel együttműködve a partnereket segíti az egész pályázati mechanizmusban.
Európai uniós adatlapok alapján a cégek, tagok egyéni paramétereit figyelembe véve készül a pályázat, a megírástól egészen az elnyert összeg lehívásáig.

## Online felületek
A MATERal gondozásában létrejött online tartalmak:
- FehérCégek – Magyarországi mikro-, kis- és középvállalkozások pozitív minősítése (Hun) Archiválva 2014. október 27-i dátummal a Wayback Machine-ben
- tanácsadás és pályázattal kapcsolatos naprakész információk kis- és középvállalkozások számára (Hun)[halott link]
- Centrul de Informaţii al Întreprinzătorilor Mici şi Mijlocii Pentru Europa Centrală (Rom)

## Külső hivatkozások
- A MATERal Cégcsoport portálja
- MATERal Cégcsoport romániában
- FehérCég minősítés a MATERal gondozásában Archiválva 2014. október 27-i dátummal a Wayback Machine-ben